# Therefore I Am
"Therefore I Am" é uma canção da cantora estadunidense Billie Eilish para seu segundo álbum de estúdio Happier Than Ever (2021). Foi composta por Eilish com seu irmão Finneas O'Connell, que também produziu a canção. Foi lançada pela Darkroom e Interscope Records em 12 de novembro de 2020.

## Antecedentes
Em 14 de setembro de 2020, durante uma transmissão ao vivo no Instagram, Eilish revelou que lançaria uma nova canção e videoclipe. Em 9 de novembro de 2020, Eilish anunciou nas redes sociais que "Therefore I Am" seria lançada em 12 de novembro de 2020.
Em uma entrevista com Zane Lowe na Apple Music. Eilish explicou: "Você sabe que essa música é muito, muito aberta a interpretação. Estou muito curiosa para ver o que as pessoas entendem dela e também o que sentem quando a ouvem. Foi muito divertido completá-la. Foi divertido gravá-la. Sinto como se fosse possível ouvi-la. Sinto que eu pareço que estou só avacalhando. Que estou só brincando. É como... Ah! É tão real. Eu me sinto natural, e não me levo a sério, sabe? Eu a adoro." Na mesma entrevista, Eilish conformou que a canção será incluída em seu segundo álbum.

## Composição e letra
"Therefora I Am" é uma canção de pop e dark pop com influências do hip hop. Tanto o título da faixa quanto a letra são uma referência ao "Cogito ergo sum" da filosofia de René Descartes. Críticos comentaram que a música exibe uma produção minimalista, consistindo de uma guitarra baixo, um bumbo, vocais e uma batida. Além disso, a faixa tem versos cantados em forma de rap e usa um sintetizador que é repetido ao longo do refrão.